# Сопотня-Мала
Сопотня-Мала (пол. Sopotnia Mała) — село в Польщі, у гміні Єлесня Живецького повіту Сілезького воєводства.
Населення — 1206 осіб (2011).

## Демографія
Демографічна структура станом на 31 березня 2011 року:
|          | Загалом | Допрацездатний вік | Працездатний вік | Постпрацездатний вік |
| -------- | ------- | ------------------ | ---------------- | -------------------- |
| Чоловіки | 605     | 124                | 419              | 62                   |
| Жінки    | 601     | 131                | 343              | 127                  |
| Разом    | 1206    | 255                | 762              | 189                  |